# نیکو کلاسن
نیکو کلاسن (به انگلیسی: Nico Claesen) بازیکن فوتبال اهل بلژیک و عضو تیم ملی فوتبال بلژیک است که در تاریخ ۱۲ اکتبر ۱۹۸۳ میلادی اولین بازی ملی‌اش را مقابل تیم ملی فوتبال اسکاتلند انجام داد. او در ۳۵ بازی ملی حضور داشت و جمعاً ۲۷۳۲ دقیقه برای تیم ملی فوتبال بلژیک به میدان رفت. نیکو کلاسن آخرین بازی ملی خود را در تاریخ ۲۶ ژوئن ۱۹۹۰ میلادی در برابر تیم ملی فوتبال انگلستان انجام داد. وی در بازی‌های ملی‌اش ۱۲ گل به ثمر رساند.